# Storrumänska partiet
Storrumänska partiet (rumänska: Partidul România Mare, PRM) är Rumäniens nationalistiska, Tredje positionsparti, grundat juni 1991. 
Partiet ingår inte i något europeiskt parti och saknade representation i Europaparlamentet mellan Europaparlamentsvalet 2007 och Europaparlamentsvalet 2009, då det återfick 3 mandat, men har sedan 2014 inga mandat där. 
Vid valet hösten 2000 fick partiet 20 procent av rösterna och blev landets näst största politiska parti. Sedan dess har partiets popularitet sjunkit kraftigt till under 1 %. Orsakerna har bland annat med utländska företagens expansion i Rumänien att göra.

## Vision

Partiets ambition är att återskapa "Stor-Rumänien".

Partiet har idealet om "Stor-Rumänien" och beskrivs som ett ultranationalistiskt parti. Visionen om Stor-Rumänien refererar till idén att återskapa det forna kungariket Rumänien som fanns mellan åren 1881-1947. Avsikten är att förena de områden som bebos av etniska rumäner i ett enda land fritt från etniska minoritetsgrupper och det är nu ett stridsrop för rumänska nationalister. 
Referensen syftar främst på Bessarabien (Moldavien), en stat vars legitimitet har ifrågasatts av partiet vid flera tillfällen. Av historiska insatser att döma menar partiet att Moldavien borde tillhört RUmänien. Förutom Moldavien inkluderar Stor-Rumänien Bukovina som tillhör Ukraina nu men var en del av Rumänien 1918-1940. På grund av kommunismen efter andra världskriget var nationalistiska uttryck och användning förbjudna i publikationer fram till 1990, efter rumänska revolutionen. Nationaldagen den 1 december varje år är en mycket betydande dag och hyllas i särskilt stor utsträckning av rumänska nationalister.